# 支清彥
支清彥，字少鶴，浙江海鹽縣人。清朝翰林。

## 生平
道光十八年（1838年）戊戌科進士。選翰林院庶吉士，散館授編修。官至翰林院侍講學士。著有《雙桂堂詩存》。

## 外部連結
- 支清彥 （页面存档备份，存于） 中研院史語所